# Xameçadim Maomé ibne Maomé Juveini
Xameçadim Maomé ibne Maomé Juveini (em persa: شمس الدین بن محمد بن محمد بن محمد جوینی; romaniz.: Xams al-Din Muhammad ibn Muhammad Ali Juvayni) era um estadista persa do século XIII e membro da família Juveini. Foi uma figura influente no começo do Ilcanato, servindo como saíbe do divã (vizir e ministro das finanças) sob quatro ilcãs: Hulagu, Abaca, Tacudar e Argum. Em 1284, foi acusado por Argum de ter envenenado Abaca e foi executado e substituído.

## Vida

### Família e origens
Xameçadim era natural de Juveim, no Coração, e pertencia aos Juveinis, uma família que oficiais e estudiosos que alegava descender de Alfadle ibne Arrabi (m. 823/824), que serviu em altos cargos sob o califa abássida Harune Arraxide (r. 786–809). Sua família serviu o Império Seljúcida e então o Império Corásmio antes de servir ao Império Mongol e seu Estado braço sudoeste, o Ilcanato. Seu pai era Badim Maomé, que trabalhou para o último xá corásmio Jalaladim Mingueburnu (r. 1220–1231) antes de trabalhar para o governo mongol (bascaque) no Coração e Mazandarão, onde foi saíbe do divã de 1235 a 1253/1254. Xameçadim tinha ao menos um irmão mais novo, o historiador Ata Maleque Juveini, que fez a Tarikh-i Jahangushay ("História do Conquistador do Mundo").

### Carreira

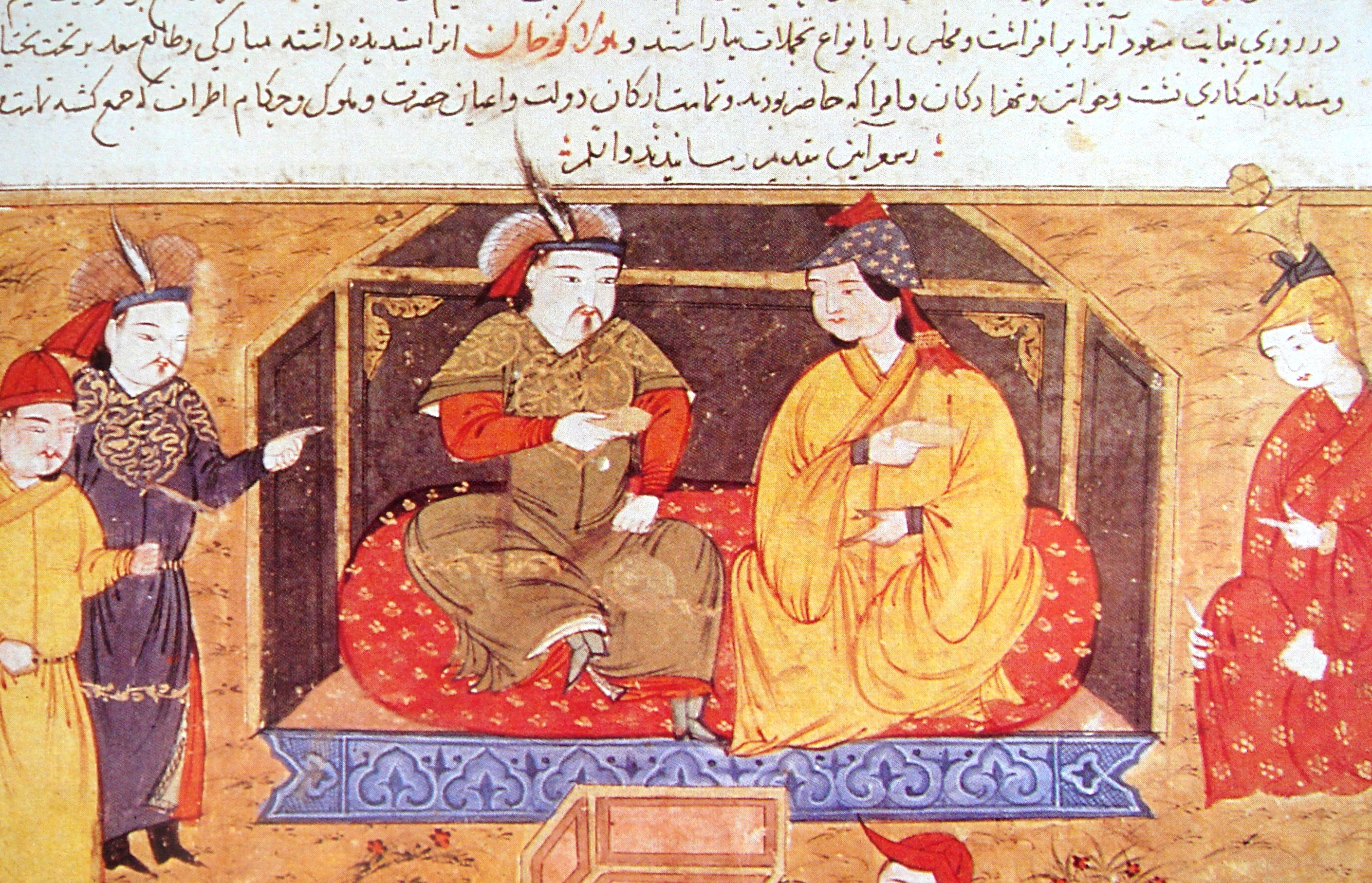
Hulagu Cã e sua esposa Docuz Catum segundo iluminura de Raxidadim de Hamadã do começo do século XIV

Em 1263, Hulagu Cã (r. 1256–1265) nomeou Xameçadim como seu saíbe do divã. A razão por trás do aumento da influência pode ter sido devido à sua amizade com Naceradim de Tus, o estudioso e conselheiro de Hulagu, e seu casamento com a filha do governador do Coração, Argum Aca. Sua influência logo aumentou ainda mais, pois governou Tabriz e teve papel de destaque na reconstrução da Pérsia, que havia sofrido muito com a conquista mongol. Construiu uma ponte no Azerbaijão e uma represa perto de Savé, reconstruiu mesquitas no Iraque e apoiou a abertura das passagens do Haje. Também participou em conclusões militares decisivas; deu instruções ao filho e sucessor de Hulagu, Abaca Cã (r. 1265–1282), antes da Batalha de Herate em 1270 contra o Canato Chagatai, e mais tarde, em 1277, foi o chefe de um exército que participou da expedição de Abaca na Anatólia, onde fez o exército de Abaca poupar aldeias e cidades muçulmanas. Também entrou em conflito com tribos caucasianas em seu retorno ao Irã.
Xameçadim também estava intimamente ligado aos Estados vassalos locais dos ilcânidas, como os cutluguecânidas da Carmânia, os cartidas de Herate, os salgúridas de Pérsis e os hazaráspidas do Luristão. Tinha burocratas ilcânidas em cada reino e representante encarregado do rejuvenescimento da área de Iazde. Além disso, também aumentou a influência e a autoridade de sua família, dando-lhes cargos; seu filho mais velho, Badim Maomé, foi nomeado governador do Iraque Ajã, enquanto outro filho dele, Xarafadim Harune Juveini, foi nomeado governador da Anatólia. O irmão de Xameçadim, Ata Maleque Juveini, recebeu o governo do Iraque em 1259 antes já havia recebido o governo do Iraque em 1259.

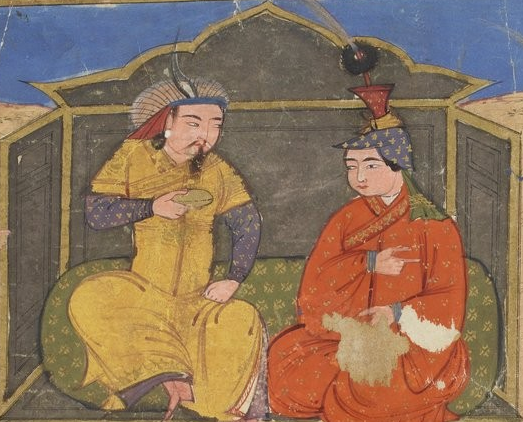
Abaca Cã e sua esposa Dorji Catum segundo iluminura do século XIV

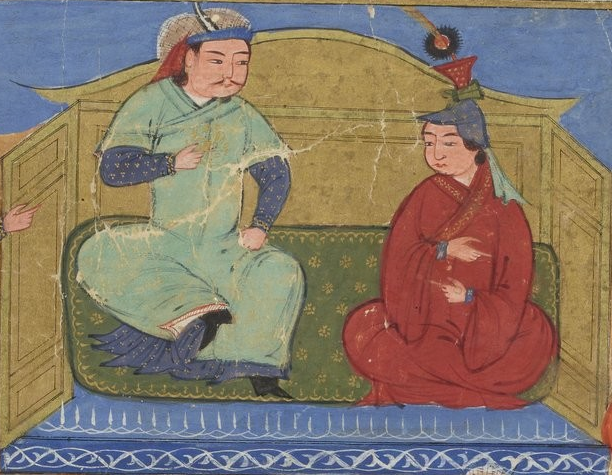
Argum Cã e sua esposa Cutlugue Catum segundo iluminura do século XIV

Durante seu mandato como saíbe do divã, acumulou alta quantia de receita, principalmente em propriedades, mas também através de investimentos comercializáveis em Ormuz, que renderam muito a Xameçadim e seu associado Sunjaque, que serviu como covizir sob Abaca. Sua ilustre carreira resultou em muito ressentimento; em 1277, seu ex-aprendiz Majede Almulque de Iazde acusou Ata Maleque e ele de colaborar secretamente com o Sultanato Mameluco do Cairo, o que não teve êxito devido à falta de provas. Porém, três anos depois, fez tentativa mais bem-sucedida; não apenas mais uma vez acusou os irmãos de colaborar com os mamelucos, mas roubou uma grande quantidade de riquezas do tesouro. Enquanto Xameçadim evitou a punição com a ajuda da viúva de Hulagu, seu irmão Ata Maleque foi preso, mas depois libertado no fim de 1281 devido à interferência de príncipes e princesas mongóis, apenas para retornar à prisão alguns meses depois, por ser o alvo de outras acusações. As acusações contra Xameçadim fizeram Abaca elevar Majede como seu vizir, o que reduziu consideravelmente a autoridade de Xameçadim.
Abaca morreu no início de 1282, causando o conflito de sucessão entre seu irmão Tacudar e seu filho Argum. O saíbe apoiou Tacudar que se converteu ao islã com o nome de Amade e foi favorecido pelos filhos mais velhos de Hulagu Cã. Amade foi nomeado sucessor em maio. Em seu breve reinado, absolveu os irmãos Juveini e executou Majede Almulque. Xameçadim então reinstalou seu irmão em Bagdá e, sendo ele o único ministro chefe ilcânida nesse momento, deve estar por trás das tentativas de Amade para por fim à guerra entre os ilcânidas e os mamelucos. Argum, nesse interim, cobiçoso pelo trono, acusou os irmãos Juveini de terem envenenado seu pai, o que pode estar diretamente ligado com a morte de Ata Maleque de derrame em 1283. O falecido foi sucedido por Xarafadim Harune, o que indica que Xameçadim ainda mantinha o favor ilcânida. No verão de 1284, Argum derrubou Amade e Xameçadim considerou fugir à Índia, mas desistiu da ideia para não abandonar sua família e pediu a misericórdia de Argum. Com a ajuda de Buca, vizir de Argum e outrora seu amigo íntimo, foi repreendido e reinstalado como vice de Buca, mas quando os dois se desentenderam, Buca o abandonou e Argum estava livre para reviver a acusação de apropriação financeira indébita, que terminou em seu julgamento e execução perto de Ahar, no Azerbaijão, em 16 de outubro de 1284. Escreveu um testamento momentos antes de sua execução, dividindo seu apanágio entre seus filhos e se retratando como morrendo pela causa do islã.